# Gephyrina insularis
Gephyrina insularis là một loài nhện trong họ Philodromidae.
Loài này thuộc chi Gephyrina. Gephyrina insularis được Eugène Simon miêu tả năm 1897.